# The Animals on Tour
The Animals on Tour je druhé americké studiové album britské rockové kapely The Animals. Bylo vydáno společností MGM Records v únoru 1965. Obsahuje dva již dříve vydané singly „I'm Crying“ a „Boom Boom“.

## Seznam skladeb
Strana 1
1. „Boom Boom“ (John Lee Hooker) – 2:57 [upravená verze bez kytarového sóla]
2. „How You've Changed“ (Chuck Berry) – 3:10
3. „Mess Around“ (Ahmet Ertegün – pod pseudonymem Ahmet Nugetre) – 2:18
4. „Bright Lights, Big City“ (Jimmy Reed) – 2:52
5. „I Believe to My Soul“ (Ray Charles) – 3:23
6. „Worried Life Blues“ (Big Maceo Merriweather) – 4:09

Strana 2
1. „Let the Good Times Roll“ (Leonard Lee) – 1:52
2. „I Ain't Got You“ (Calvin Carter) – 2:27
3. „Hallelujah I Love Her So“ (Ray Charles) – 2:43
4. „I'm Crying“ (Alan Price, Eric Burdon) – 2:30
5. „Dimples“ (John Lee Hooker, James Bracken) – 3:15
6. „She Said Yeah“ (Roddy Jackson, Sonny Christy) – 2:19

## Obsazení
- Eric Burdon – zpěv
- Alan Price – klávesy
- Hilton Valentine – kytara
- Chas Chandler – baskytara
- John Steel – bicí